# Лоос, Адольф
Адольф Лоос (нем. Adolf Loos; 10 декабря 1870[…], Брно, Цислейтания[…] — 23 августа 1933[…], Вена) — австрийский архитектор, архитектурный критик, публицист и теоретик искусства.
Его творчество имело важное значение для последующего становления интернационального стиля. Как теоретик прославился своим эссе «Орнамент и преступление» (1913), в котором жёстко критиковал искусство венского модерна школы О. Вагнера, а также деятельность Германского Веркбунда и художников «югендстиля», за «украшательство».

## Биография
Будущий архитектор родился в 1870 году в Брюнне (позднее Брно) в Моравии, до 1918 года входившей в состав Австро-Венгерской монархии в семье немецкого каменщика и скульптора Адольфа Лооса (1831—1879), от которого он унаследовал не только свой художественный талант, но и нарушение слуха (Лоос с детства был слабослышащим и полностью потерял слух в среднем возрасте). После ранней смерти отца его мать, Мари Лоос, продолжила семейное дело на улице Фридхофгассе в Брюнне, нынешняя Кауницова (чеш. Kounicova).
В 1880 году Адольф Лоос перешёл из начальной школы в гимназию с низкими моральными оценками. Он пробыл в гимназии аббатства Мельк всего год, но из-за плохих оценок по рисованию и поведению его снова отчислили. В 1885 году он закончил Государственную ремесленную школу (Staatsgewerbeschule) в Брюнне. После этого (с перерывом на военную службу добровольцем) он учился с 1890 по 1893 год на инженерно-строительном факультете Высшей технической школы Дрездена (Hochbauabteilung der Technischen Hochschule in Dresden), но не закончил её, предварительно недолго проучившись в Школе художественных ремёсел (Kunstgewerbeschule) в Вене. Во время учёбы в 1891 году он стал членом дрезденского братства «Cheruscia» (по названию древнего германо-рейнского племени), из которого ушёл в 1892 году.
В 1893 году Лоос отправился в США, где жил брат его отца. Посетил Всемирную выставку в Чикаго 1893 года, остался в США на три года, жил в Сент-Луисе, Филадельфии, Чикаго и Нью-Йорке. Он подрабатывал разнорабочим, посудомойщиком, музыкальным критиком и лишь в последний год пребывания в качестве чертёжника мебели и архитектора. В 1896 году Адольф Лоос окончательно поселился в Вене. Там он начал работать в качестве журналиста и архитектора в строительной фирме Карла Майредера. В 1902 году женился на актрисе Лине Обертимпфлер (1882—1950), но через три года брак распался.
В 1912 году Лоос открыл собственную архитектурную школу, закрытую в 1914 году в связи с началом Первой мировой войны. В период 1917—1918 годов Адольф Лоос находился на военной службе в Санкт-Пёльтене и Вене. После окончания войны и распада Австро-венгерской монархии получил лично от президента Чехословакии Масарика чехословацкое гражданство на основании моравского происхождения, однако остался жить в Австрии.
Женился на танцовщице Эльзи Альтман (1899—1984). В 1920 году возобновил деятельность своей частной архитектурной школы, в которой в разные годы обучалось до восьми учеников. Среди них были Пауль Энгельманн и Леопольд Фишер. В мае 1921 года Лоос получил назначение на должность главного архитектора при управлении строительства Вены, разрабатывал планировку районов Лайнц (1921), Хойберг (1923) и Хирштеттен (1921). В 1922 году уехал с женой через Триест и Венецию в Ниццу, а оттуда в Лондон, где принял участие в Архитектурном конгрессе. В конце марта возвратился через Милан в Вену. В том же году принял участие в конкурсе за создание здания для газеты Chicago Tribune. В 1923 году участвовал в парижском Осеннем салоне.
В 1924 году Лоос ушёл с должности главного архитектора Вены и переехал с женой во Францию, где в течение пяти лет жил попеременно в Париже и на Лазурном Берегу. Он поддерживал контакты с местными художниками-авангардистами. В 1925 году начинал работу над проектом Дома-студии дадаиста Тристана Тцары в Париже (постройка завершена 1926 году). В 1926 году развёлся с Эльзи Альтман. В 1927 году спроектировал дом Жозефины Бейкер в Париже с фасадом, полностью выложенным горизонтальными черно-белыми полосами. В том же году возвратился в Вену и поселился в своей старой квартире. В 1928 году приглашён на 1-й Международный конгресс современной архитектуры в Ла-Сарразе. В 1928—1930 годы строил дом Бруммеля в Брно, виллу Мюллера в Праге. В 1929 году женился в третий раз — на Клер Бек (1905—1945).
Лоос был шахматистом-любителем, участвовал в сеансе одновременной игры с немецким гроссмейстером Фридрихом Земишем в Брно и принимал участие в шахматной жизни венского кафе «Централь». В 1930 году в связи с 60-летием Лооса вышел поздравительный адрес, подписанный Германом Баром, Альбаном Бергом, Йозефом Франком, Оскаром Кокошкой, Якобом Оудом, Карлом Краусом, Эзрой Паундом, Арнольдом Шёнбергом, Тристаном Тцарой, Антоном Веберном. По предложению муниципалитета города Брно Лоосу была назначена почётная пенсия Чехословацкой республики.
В 1930 году он развёлся с третьей женой, а в следующем году в связи с обострившимся неврологическим заболеванием был госпитализирован и практически полностью потерял слух. Скончался в 1933 году в возрасте 62 лет во время курса лечения в санатории в Кальксбурге в пригороде Вены.
Адольф Лоос покоится на Центральном кладбище Вены (группа 0, ряд 1, номер 105). Надгробие он спроектировал сам. В 2012 году захоронение было преобразовано из «почётной могилы» в «историческую» (Historischen Grab).

## Память
- 24 июня 2002 года в честь Адольфа Лооса был назван Астероид (19129).
- Вилла Мюллера в Праге, построенная в 1930 году по проекту архитектора, сохранилась и действует как музей.

## Уголовное дело против А. Лооса
В 1928 году по анонимному доносу в отношении Лооса было возбуждено уголовное дело «За осквернение и искушение совершить непристойное поведение». Некая женщина сообщила, что с 25 августа по 3 сентября, к Лоосу в его венскую квартиру пять раз приходили девочки от восьми до десяти лет, которых он рисовал обнажёнными. Но Лоос оправдан, как и по другому обвинению: в супружеской измене. Однако позднее согласно § 132/III St.G. он был приговорён к четырём месяцам лишения свободы за «совращение к блуду, заставляя девушек совершать и терпеть непристойные действия… принимать непристойные позы в качестве моделей и участвовать в них, чтобы их нарисовали».
При обыске в квартире архитектора была обнаружена коллекция из более чем трёхсот порнографических фотографий, в том числе фотографии пяти- и шестилетних детей. Исход последующих обвинений до сих пор не выяснен.

## Архитектурное творчество и эстетическая программа
Архитектурное творчество Адольфо Лооса подвергалось ожесточённой критике. В 1899 году в Вене напротив Дома сецессиона по его проекту было возведено здание кафе «Музей». За необычное для того времени архитектурное решение он получило название «кафе „Нигилизм“».
В январе 1903 года он начал работу над виллой Карма близ Монтрё на Женевском озере (закончена в 1906 году). С 1909 года Лоос работал над зданием на Михаэльплац в Вене (постройка завершена в 1911 году), а с 1910 года — над домом Штайнера в венском районе Хитцинг и магазином мужской моды «Книже» в Вене. В течение 1910-х годов спроектировал серию зданий в Вене: дом Шой (1912—1913), дом Душниц (1915—1916), дом Мандль (1916), вилла Штрассер (1918—1919).
Один из самых известных, но не реализованных проектов Лооса, был разработан в 1922 году для конкурса на здание редакции газеты «Chicago Tribune»: небоскрёба (Tribune Tower) в виде колонны дорического ордера. Этот необычный проект, в числе прочего, показывает, по словам историка искусства Джозефа Иморде, что Лоос не хотел создавать новые архитектурные формы вне исторической традиции.
С 1898 года Лоос приобрёл известность серией статей по теории архитектуры, выходивших в основном в ежедневной газете «Новая свободная печать» (Neue Freie Presse). В 1903 году архитектор основал собственный журнал, но вышло только два номера. Самая известная из теоретико-публицистических работ Лооса — «Орнамент и преступление» (нем. Ornament und Verbrechen), в которой он кратко, но выразительно изложил основные идеи пуризма, рационализма и функционализма. Статья написана в 1908 году, опубликована в парижском журнале «Материалы сегодня» (фр. Les Cahiers d’aujourd’hui) на французском языке под немецким названием на основе доклада 21 февраля 1913 года.  Французский перевод в 1913 году осуществил Франсис Журден (на немецком языке статья опубликована только в 1929 году)
.
Лоос не считал архитектуру художественным творчеством. Он выступал против «орнаментализма, фасадничества и внешней декоративности». Цель Германского Веркбунда — объединить усилия художников, промышленников и торговцев — Лоос называл «кощунственной». Он высмеял идею единения искусство и ремесла как «бессмысленную трату человеческой энергии» и прокомментировал основание Германского Веркбунда в 1908 году в двух насмешливых эссе под названием «Излишнее и культурное вырождение». Лоос призывал к отказу от всяких «орнаментов как детского лепета живописи» и «искусства дикаря». Он утверждал: «Всякое украшение есть детство человечества», которое должно быть преодолено, а орнамент — эротический символ, свойственный самой низкой ступени развития человека. Далее Лоос писал: 

«Стремление орнаментировать свое лицо и всё, что только доступно, есть источник изобразительного искусства. Потребность первобытного человека покрывать орнаментом своё лицо и все предметы своего обихода является подлинной первопричиной возникновения искусства, первым лепетом искусства живописи. В основе этой потребности лежит эротическое начало … Но человек нашего времени, из внутреннего побуждения покрывающий стены эротическими символами, есть или преступник, или дегенерат… Культуру какой-либо страны можно измерять по степени, в какой испещрены в ней стены уборных… Для ребёнка это естественное явление… Эволюция культуры равнозначна удалению орнамента с предметов потребления».

Адольф Лоос последовательно выступал за разделение искусства и ремесла, утверждая, что «история человечества показывает, как искусство ищет возможности освободиться от профанации посредством отделения от предметов потребления, от ремесленных поделок». В этом идейная позиция Лооса близка теории Джона Рёскина и полностью противоположна «Практической эстетике» Готфрида Земпера.
Свои взгляды Лоос проповедовал и в других статьях и публичных выступлениях. В статье «Вырождение культуры» (1908) венский архитектор, одновременно со статьёй об орнаменте, нападал на Веркбунд и попытки его художников создать «стиль своего времени». Ещё в одной статье — «Орнамент и воспитание» — Лоос сделал самое категоричное заявление: «Расшвыривать искусство на предметы потребления просто некультурно».
Пуристская теория и практика Лооса оказали значительное воздействие на развитие архитектуры конструктивизма и функционализма. По признанию Ле Корбюзье, с появлением Лооса «кончился сентиментальный период» и наступила эра архитектурного пуризма.
Адольф Лоос был близким другом многих австрийских деятелей культуры, таких, как Арнольд Шёнберг, Оскар Кокошка, Петер Альтенберг и Карл Краус (был крёстным отцом Альтенберга и Крауса), и был увлечён их работой и успехом. Радикальный характер его творчества, далёкий от признания публики, нашёл выражение и в концепции проектирования предметов быта и оформления жилого дома, не связанного с эстетикой художественного творчества: «У каждого есть свой дом. В отличие от произведения искусства, он не должен никому нравиться… Произведение искусства вырывает людей из комфорта, а дом создан для комфорта. Произведение искусства революционно, дом консервативен». Его воинственность и категоричные формулировки вызывали естественное противодействие и неудовольствие коллег.
В литературе по истории искусства Лоос с его лозунгом «форма следует за функцией» считается пионером модернизма в архитектуре и дизайне, но при этом часто упускается из виду критическая дистанция его идей от программ Баухауса и Веркбунда. Лооса в первую очередь интересует не революция форм, а, скорее, критическое продолжение определённых традиций. Критики напоминают о влиянии классицизма на его проекты. Архитектура Лооса характеризуется использованием благородных материалов. Чтобы найти подходящий камень для облицовки стен, он иногда путешествовал по Европе. Он использовал лучшие породы дерева для мебели и при этом видел в этих моделях проверенные временем конструкции и формы. Адольф Лоос сотрудничал с многими мастерскими по изготовлению посуды, мебели и бытовых изделий, в том числе со знаменитой фирмой «Лобмейр».

## Посмертно опубликованные труды А. Лооса
- Все сочинения в двух томах. Под редакцией Франца Глюка (Sämtliche Schriften in zwei Bänden. Нerausgegeben von Franz Glück). Вена-Мюнхен, 1962
- Потёмкинский город. Потерянные сочинения (Die Potemkin’sche Stadt. Verschollene Schriften). 1897—1933. Вена, 1983
- Орнамент и преступление. Избранные произведения. Оригинальные тексты (Ornament und Verbrechen. Ausgewählte Schriften — Die Originaltexte). Вена, 2000
- Почему мужчина должен быть хорошо одет: Обнаружение явного сокрытия (Warum ein Mann gut angezogen sein soll: Enthüllendes über offenbar Verhüllendes). Вена, 2007
- Как обустроить квартиру: стильное важнее, казалось бы, недвижимого (Wie man eine Wohnung einrichten soll: Stilvolles über scheinbar Unverrückbares). Вена, 2008
- Почему архитектура не искусство: Фундаментальное важнее кажущегося функциональным (Warum Architektur keine Kunst ist: Fundamentales über scheinbar Funktionales). Вена, 2009

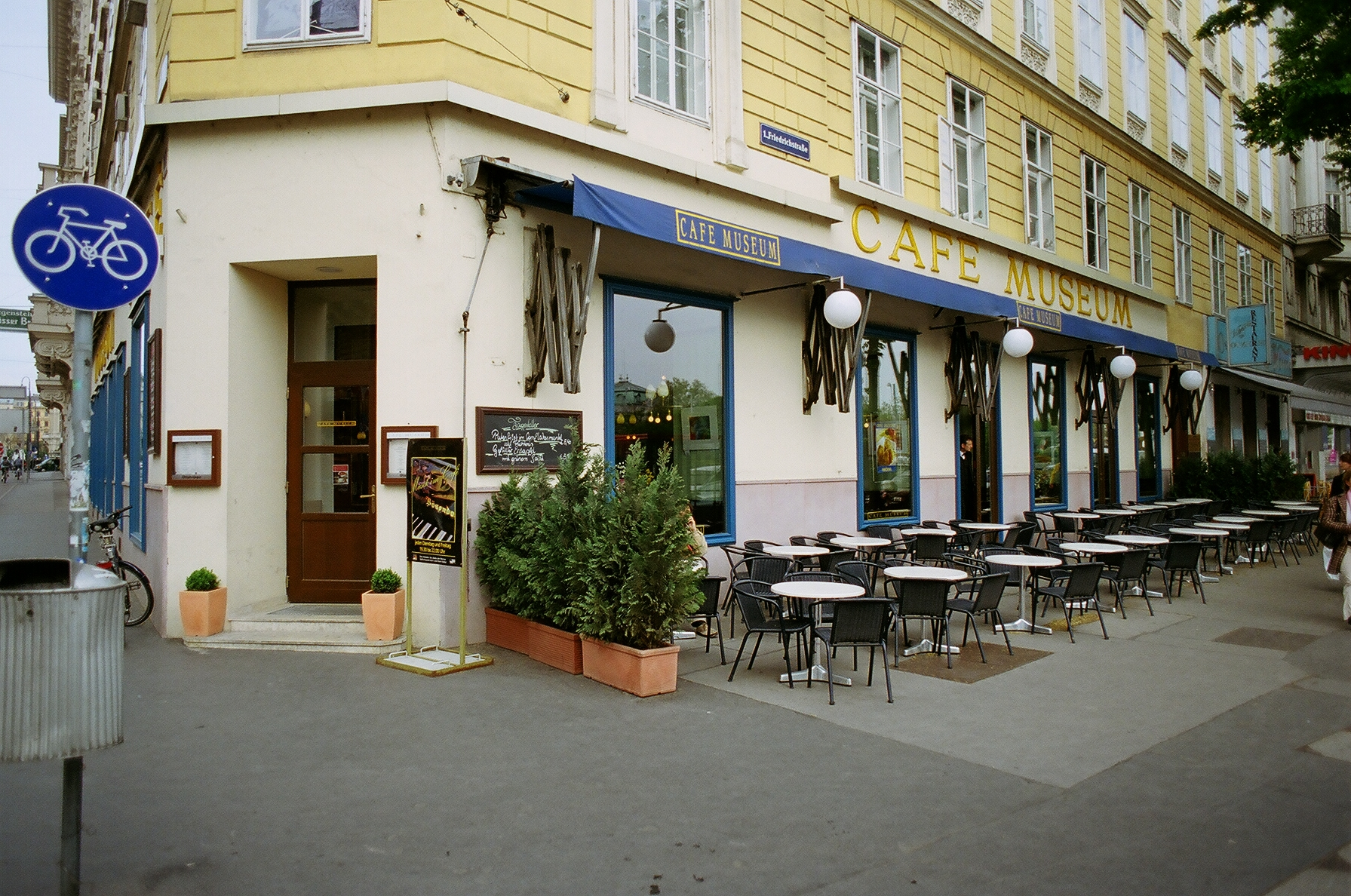
Кафе «Музей» в Вене, 1899
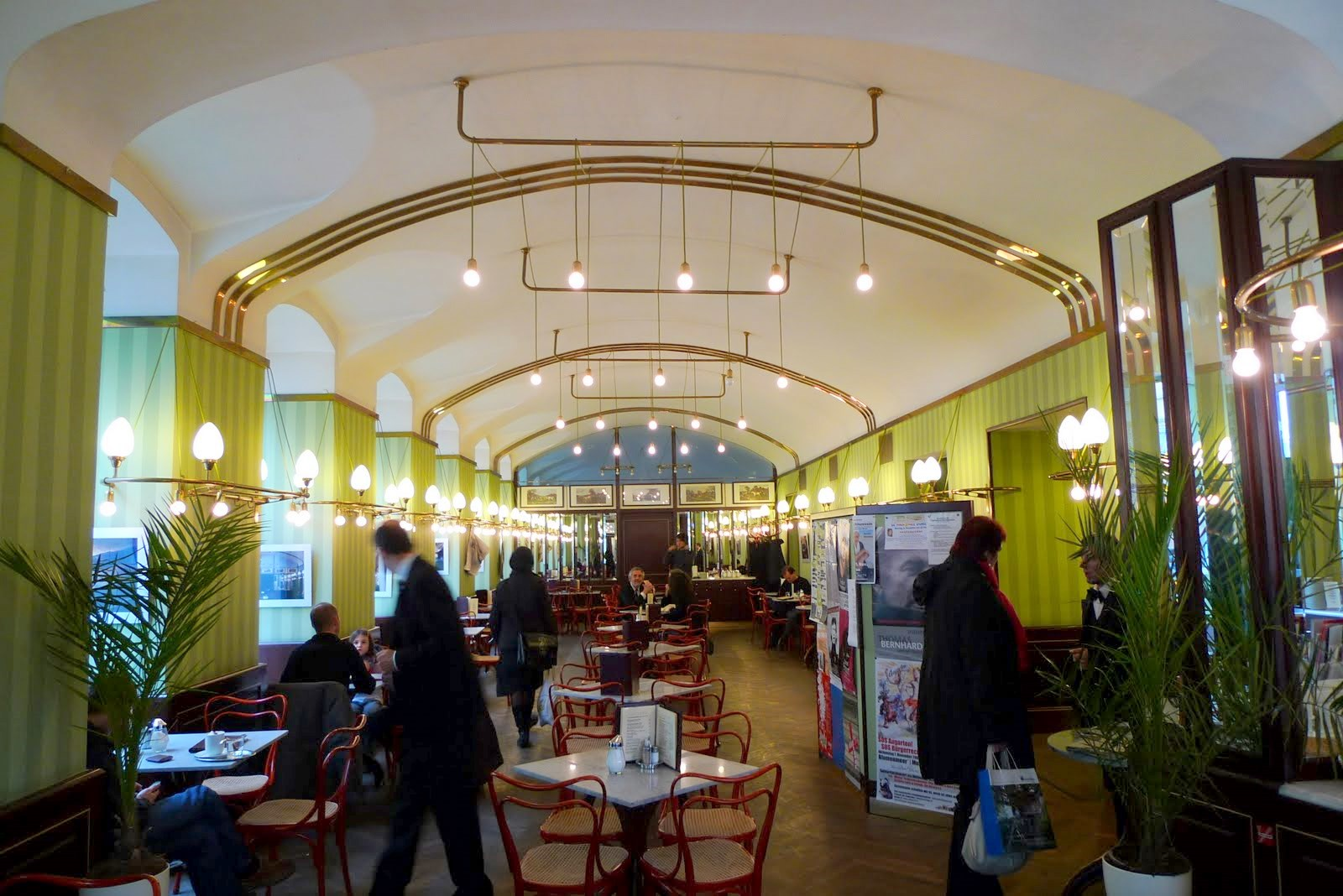
Кафе «Музей». Интерьер. Реконструкция 2009 года
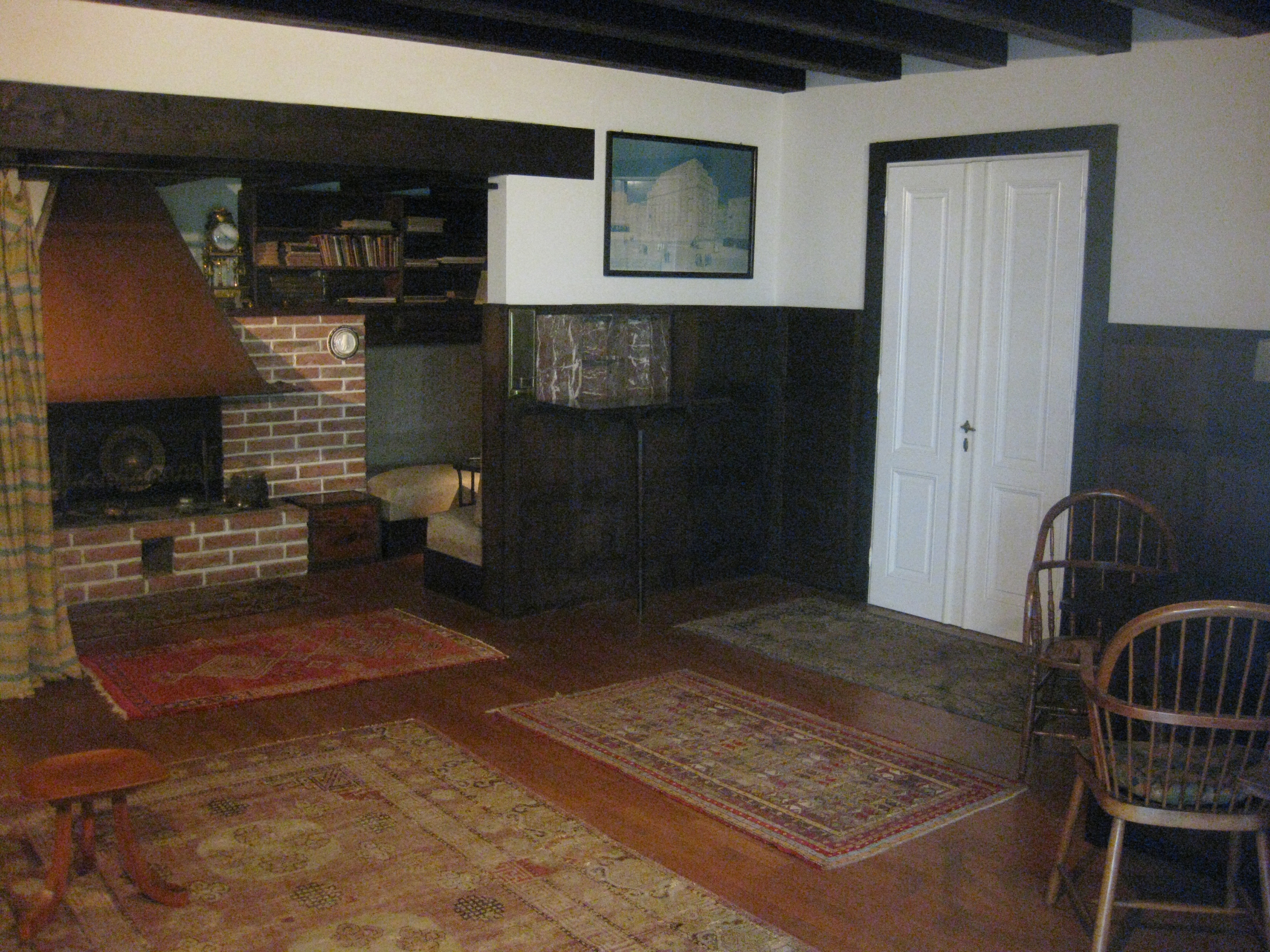
Собственная квартира Лооса в Вене. Реконструкция
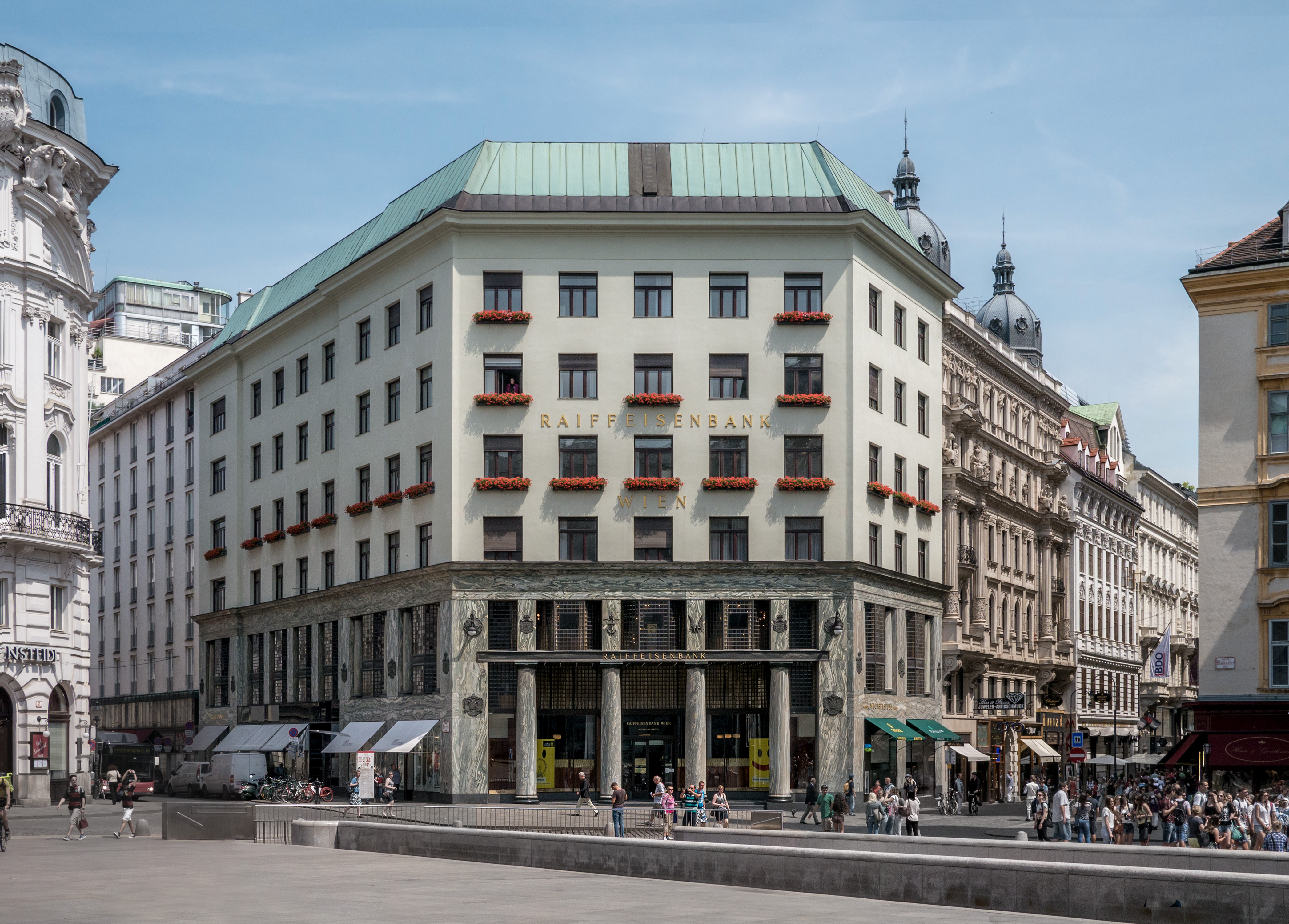
Дом Лооса в Вене на Михаэлерплац, 1910–1911
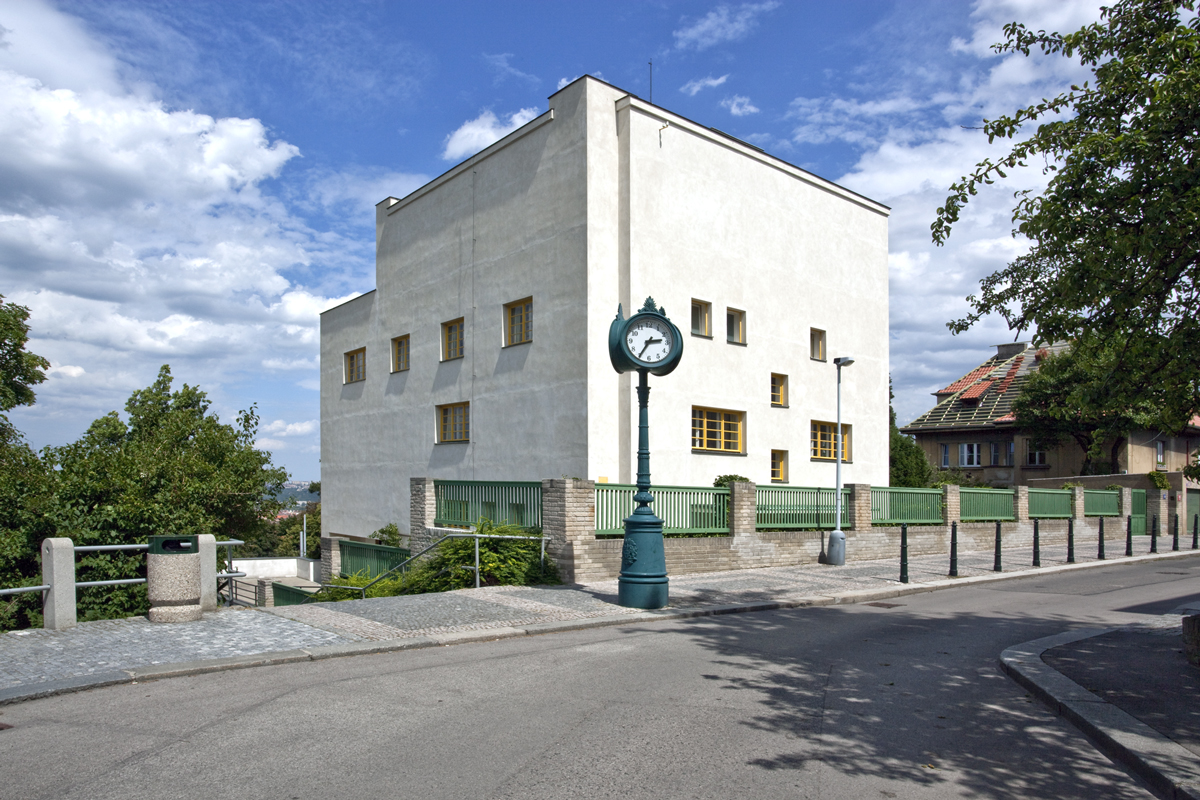
Вилла Мюллер в Праге, 1930
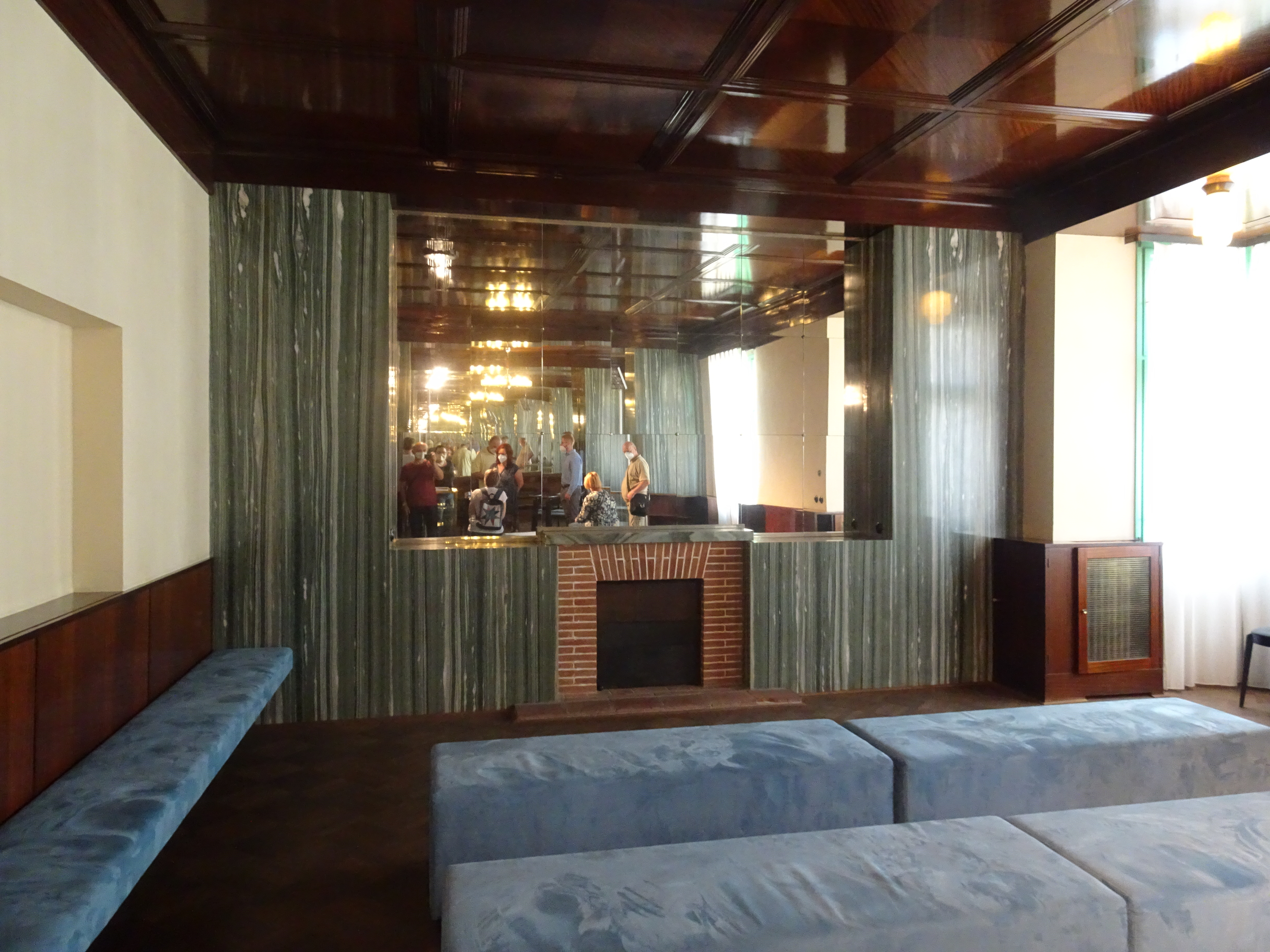
Интерьер Виллы Крауса. Пльзень, Чехия
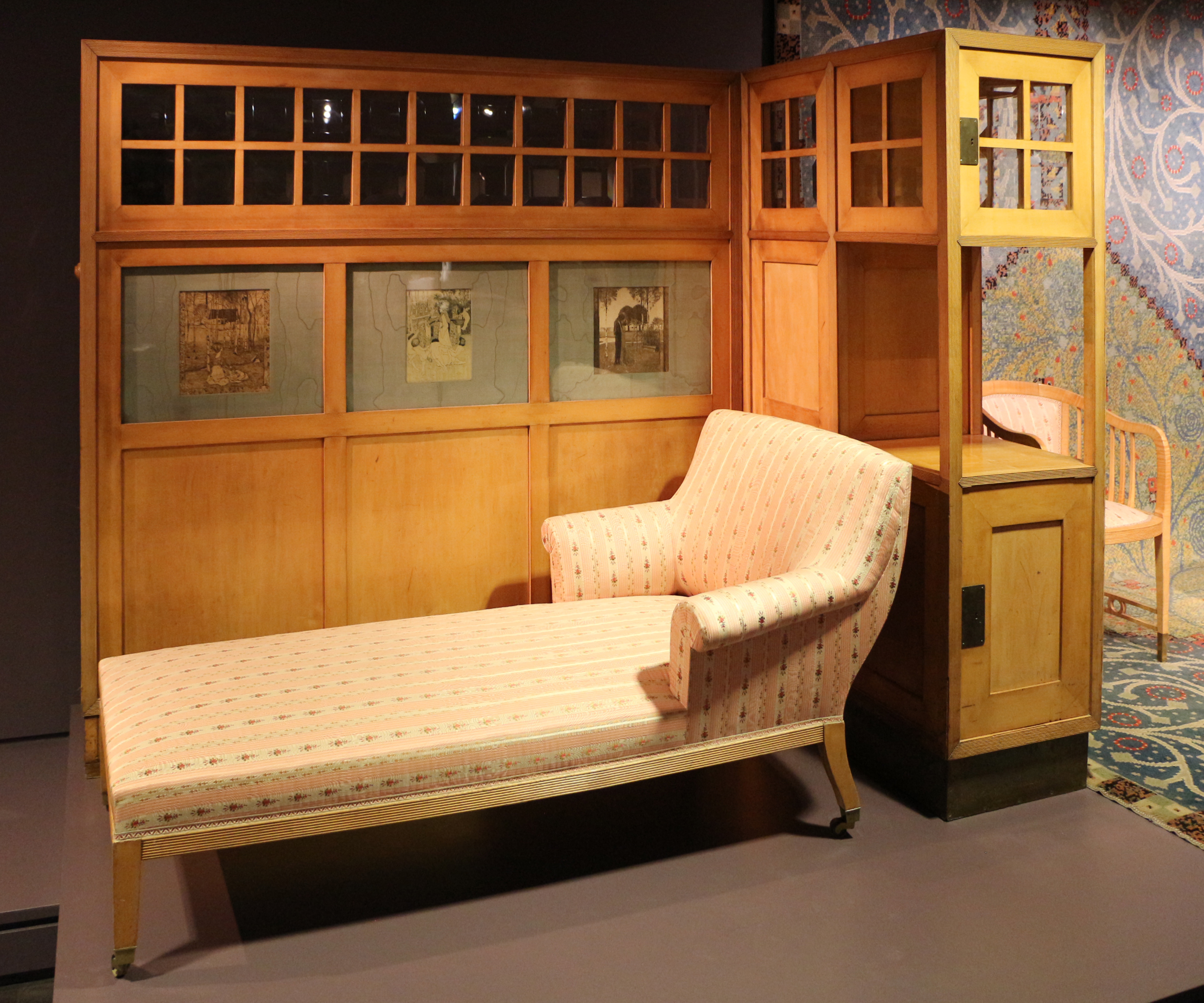
Образцы мебели, 1900—1902. Музей Д’Орсе, Париж
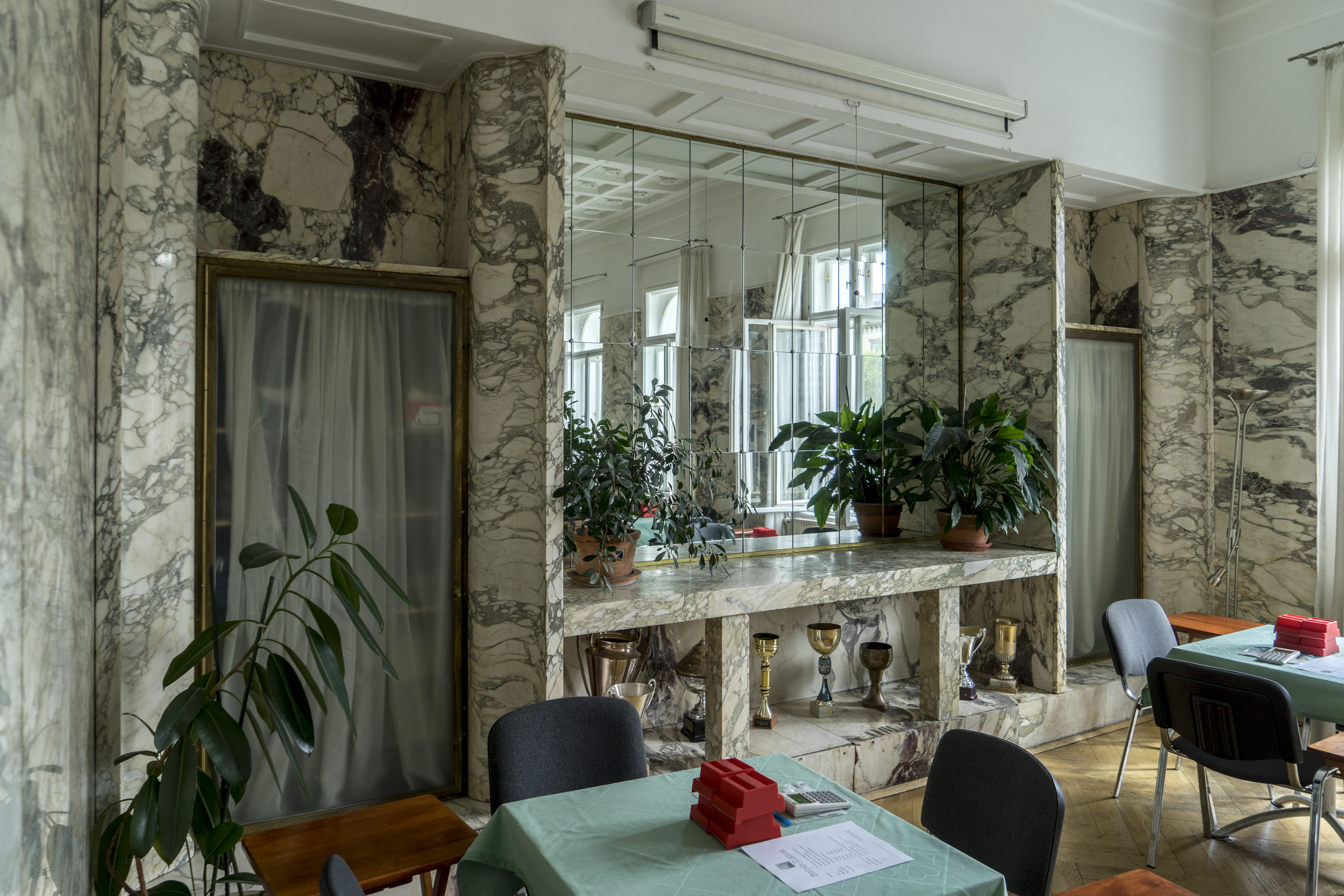
Квартира Лёвенбах, Вена